# Cérémonie d'ouverture des Jeux olympiques d'hiver de 2026
La cérémonie d'ouverture des Jeux olympiques d'hiver de 2026 est la cérémonie d'ouverture qui ara lieu le 6 février 2026 dans le Stade San Siro à 20 h 00, heure locale, et par laquelle sont lancés les Jeux olympiques d'hiver de 2026 à Milan et Cortina d'Ampezzo, en Italie. L'Italie accueille une nouvelle fois une cérémonie olympique vingt ans après la cérémonie des jeux 2006 qui avait eu lieu au Stade olympique de Turin.

## Organisation de la cérémonie
Le site de la cérémonie d'ouverture est le Stade San Siro. L'ensemble des pôles de compétition seront toutefois impliqués.
Comme l'exige la Charte olympique, la cérémonie combine l'aspect formelle et cérémonielle avec les discours de bienvenue, le hissage des drapeaux et le défilé des athlètes, et un spectacle artistique mettant en valeur la culture et l'histoire du pays hôte.
En octobre 2024, le COJOP confie son organisation à l'agence Balich Wonder Studio,, créée par l'Italien Marco Balich et rachetée en 2023 par le groupe audiovisuelle Banijay ; l'entreprise était à la manœuvre des cérémonies d’ouverture et de clôture des Jeux de Rio 2016, de la cérémonie de clôture des Jeux de Sotchi 2014 mais aussi des cérémonies d’ouverture de la Coupe du monde de football 2022 au Qatar ou de l'Euro 2024 de football. Les autres cérémonies ont été confiés à d'autres agences (Filmmaster et G2 Eventi – Casta Diva Group).